# Willoughby D. Miller

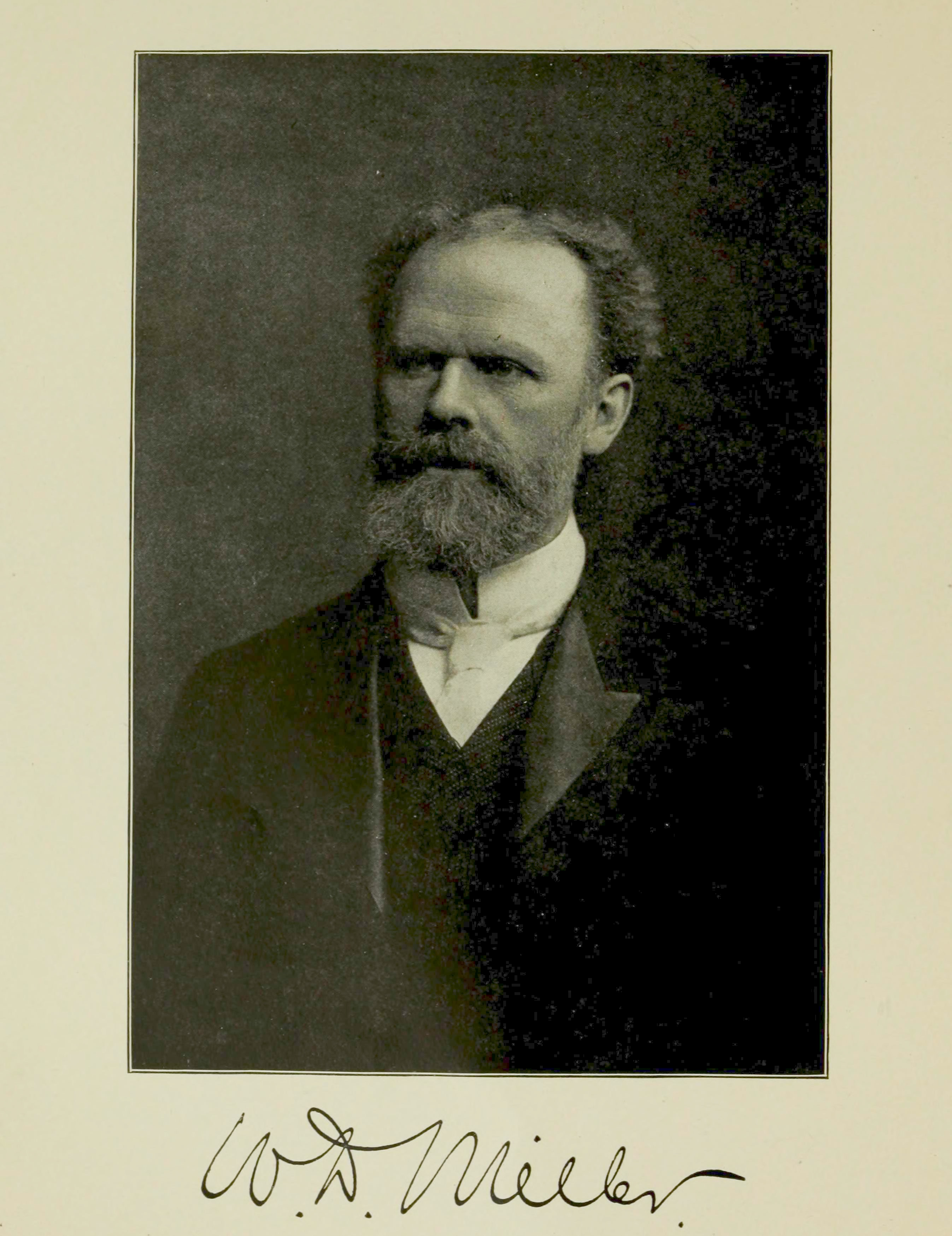
Willoughby Dayton Miller

Willoughby Dayton Miller (* 1. August 1853 in Alexandria, Ohio; † 27. Juli 1907 in Newark, Ohio) war ein US-amerikanischer Wissenschaftler im Fach Zahnmedizin mit dreißigjährigem Wirkungsort Berlin. Er war der erste orale Mikrobiologe.

## Leben
Willoughby D. Miller wurde als Sohn der Landwirte John H. und Nancy L. Miller, in Alexandria geboren. Im Jahr 1865 zog er mit seiner Familie nach Newark, Ohio, wo er das Gymnasium besuchte, das er im Jahre 1871 abschloss. Er wurde an der University of Michigan immatrikuliert und schloss 1875 sein Studium als Bachelor of Arts ab. Im gleichen Jahr ging er ins Ausland an die University of Edinburgh in Schottland, wo er Chemie, Naturphilosophie und Angewandte Mathematik studierte. Ursprünglich strebte er den Beruf eines Bergbauingenieurs an. Im Jahre 1877 zwang ihn eine schwere Krankheit sein Studium zu unterbrechen. Anschließend ging er nach Berlin, um hier seine Chemie- und Physikstudien zu vertiefen. Miller erhielt 1877 seinen ersten Unterricht im Fach Zahnmedizin von James Truman.
Francis Peabody Abbot (1827–1886), der am New York Dental College studiert hatte, inzwischen einen hervorragenden Ruf in der zahnärztlichen Welt erworben hatte, betrieb eine Praxis in Berlin. Abbot leitete die sogenannte American Colony in Berlin, eine Vereinigung US-amerikanischer Immigranten. Als der junge Miller von seiner Krankheit genesen war, machte er in der American Colony die Bekanntschaft mit Abbot und dessen Tochter, die von ihm sehr angetan waren. Abbot konfrontierte ihn mit einer ganzen Reihe chemischer Fragen, darunter nach den Auswirkungen der Kombination von Zinn und Gold als Zahnfüllungsmaterial. Die Beschäftigung mit diesen Fragen war ein Wendepunkt im Leben von Miller. Auf Anraten seines Landsmannes wandte er sich nunmehr ganz der Zahnmedizin zu. Von 1877 bis 1878 studierte er zunächst am Pennsylvania College of Dental Surgery und von 1878 bis 1879 im neuen Dental Department der University of Pennsylvania. Nach seinem Abschluss als Doctor of Dental Surgery (D.D.S.) kehrte er nach Berlin zurück und stieg in die zahnärztliche Praxis von Abbot ein. Kurz danach heiratete er Abbots Tochter am 26. Oktober 1879.
1884 erhielt er als erster Ausländer eine Professur an einer deutschen Universität und zwar für operative Zahnheilkunde an der Charité. Er studierte zudem Bakteriologie bei Robert Koch und erwarb den Doktorgrad in Allgemeinmedizin.
Miller erkrankte 1907 an einer Appendizitis, die zu einer Peritonitis führte. Nach einer erfolglosen Operation verstarb er im City Hospital in Newark.

## Werk
Sein Hauptwerk "The Microorganisms of the Human Mouth" erschien 1890 und stellte die bahnbrechende und bis heute gültige Theorie auf, wonach Bakterien der Mundflora Kohlenhydrate zu Säuren abbauen, die ihrerseits den Zahnschmelz entkalken, anschließend können Bakterien in den Zahn eindringen und das Dentin zerstören. Damit stellte er die zahnmedizinische Forschung auf eine solide biologische Basis. Alle wissenschaftlichen Arbeiten im Bereich der Kariesprophylaxe seither stützen sich auf Millers Forschungsarbeit. Zusammen mit dem US-amerikanischen Zahnarzt Newell Sill Jenkins, der in Dresden praktizierte, entwickelte er eine Zahnpasta namens Kolynos, die erstmals Desinfizienzien enthielt.
Miller war von 1900 bis 1906 Präsident des Centralvereins Deutscher Zahnärzte (CVdZ). Beim 4. Internationalen Treffen der Zahnheilkundler in St. Louis 1904 wurde er zum Präsidenten der Fédération Dentaire Internationale gewählt. Bei dieser Gelegenheit wurde ihm angeboten, die Leitung der Zahnmedizinischen Fakultät der University of Michigan zu übernehmen. Im Juli 1907 kehrte er mit seiner Familie in die USA zurück, verstarb jedoch an einer durch einen Blinddarmdurchbruch verursachten Bauchfellentzündung, noch bevor er sein neues Amt antreten konnte. Das neu eingerichtete Institut übernahm der als Millers Assistent vorgesehene Russell Bunting, der Millers Arbeiten fortführte.
Er veröffentlichte 164 Fachpublikationen in deutschen und internationalen Fachzeitschriften. Er beherrschte die deutsche Sprache wie seine Muttersprache englisch und publizierte seine Erkenntnisse überwiegend auf Deutsch. Gleichzeitig lehnte er strikt ab, die deutsche Staatsbürgerschaft anzunehmen, selbst als man anfangs die Erteilung einer Professur davon abhängig machen wollte. Zu seinen bedeutenden Schülern zählte Alfred Kantorowicz (1880–1962). Auf Grund seiner herausragenden Leistungen wurde vorgeschlagen, die 1890er Jahre als „Die Miller-Dekade“ zu bezeichnen.
Ein zahnärztliches Instrument trägt seinen Namen – die Miller-Nadel.

## Ehrungen
- Miller war Ehrenmitglied von 39 zahnärztlichen Korporationen des In- und Auslandes.[6]
- 1904 Präsident der FDI World Dental Federation
- Ehrenmitglied des Central-Vereins deutscher Zahnärzte,
- Ehrenmitglied der Vereinigung der Dozenten der Zahnheilkunde an den deutschen Universitäten,
- Ehrenmitglied des Comités für die zahnärztlichen Fortbildungskurse in Preussen,
- Dr. phil. honoris causa der Universität Ann Arbor,
- Dr. of Science der Universität Philadelphia,
- Bronzemedaille der Société d'Odontologie de Paris,
- Goldmedaille
  - des Central-Vereins deutscher Zahnärzte,
  - des Internationalen Zahnärztlichen Kongresses in St. Louis 1904
  - 1906 der Dental Society of the State of New York
- Ehrenpräsident des Internationalen Kongresses in Berlin.
- Miller-Stiftung durch den Centralverein Deutscher Zahnärzte
- Verleihung des Titels Geheimer Medizinalrat